# Georg Prochaska

Georg Prochaska

Georg Prochaska (tschechisch Jiří Procházka); (* 10. April 1749 in Lispitz – heute Blížkovice, Mähren; † 17. Juli 1820 in Wien) war ein tschechisch-österreichischer Arzt und medizinischer Wissenschaftler, der als Professor der Anatomie und Ophthalmologie in Prag und Wien wirkte.

## Leben

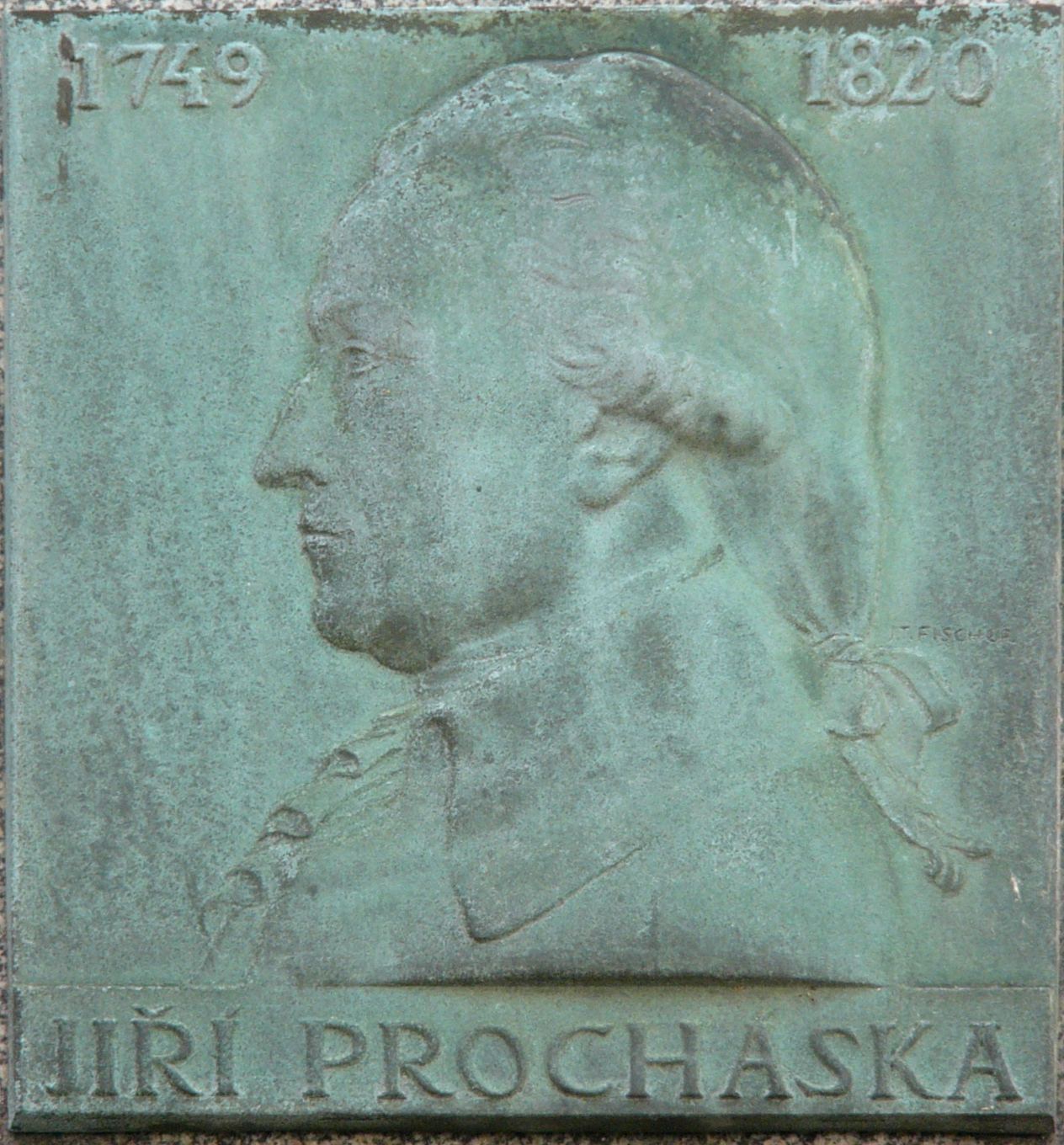
Gedenktafel am Jesuitenkolleg in Znaim

Prochaska besuchte das Jesuitengymnasium in Znaim. Den Besuch dieser Schule finanzierte er nach dem Tod seines Vaters durch Nachhilfetätigkeit. Unterstützt durch einen verwandten Domherrn in Olmütz studierte er von 1765 bis 1767 ebendort Philosophie. Nachdem er so 1767 bereits in seinem 18. Lebensjahr die philosophische Doktorwürde erlangt hatte, widmete er sich zunächst in Prag und später in Wien dem Studium der Medizin. Schwerkrank kam er nach Wien in die Klinik von Anton de Haen (1704–76). Dieser unterstützte ihn nach seiner Genesung und ermöglichte ihm seit 1770 das Medizinstudium. Nach de Haens Tod fand Prochaska einen neuen Mentor im Anatomen und Okulisten Joseph Barth (1745–1818). 1776 wurde Prochaska zum Dr. med. promoviert (Dissertatio inauguralis medica „de urino“), 1778 erfolgte seine Berufung als Professor für Anatomie und Ophthalmologie an die Universität Prag, wo er seit 1786 auch „höhere Anatomie“ und Physiologie lehrte. Nach Barths Rücktritt übernahm er 1791 dessen Lehrstuhl für Anatomie und Ophthalmologie in Wien, den er bis zu seiner Emeritierung im Jahre 1819 innehatte. Zu seinen Schülern gehörte etwa der Anatom Ignaz Döllinger.

## Leistungen

### Werk
Schon als Student begann Prochaska mit eigenen anatomischen und physiologischen Untersuchungen. Er publizierte 1778 seine erste Arbeit Controversae quaestiones physiologicae, quae vires cordis et motum sanguinis per casa animalia concernunt. In dieser Arbeit über das Herz und die Bewegung des Blutes konnte er zeigen, dass die Geschwindigkeit des Blutflusses abnimmt, wenn Blut von einer dickeren in eine dünnere Arterie übertritt. Er wurde vom berühmten Anatomen Lazzaro Spallanzani (1729–99) deswegen heftig, jedoch ungerechtfertigt angegriffen.
1781 vertrat er die weitgehend abgelehnte Ansicht, die Missbildung von Föten sei nicht vorgegeben, sondern entwickle sich im Laufe der Schwangerschaft durch fehlerhafte Ausdifferenzierung der betreffenden Organe ausgehend von einem ursprünglich einförmigen Substratgewebe.
Prochaskas Hauptwerk ist Commentatio de functionibus systemis nervosi. Es erschien 1784. Darin versuchte er, die Funktion der Nerven auf der Basis von Beobachtungen möglichst unter Verzicht auf vorgefasste Annahmen zu erklären. Den Muskelreflex erklärte er mit einer Nervenkraft (vis nervosa) und einem gemeinsamen Sinneszentrum (sensorium commune) als Koordinationsorgan. Dieses sei nicht allein im Gehirn zu suchen, sondern auch im Rückenmark. Dies erinnert an die späteren Lehren des autonomen und psychischen Reflexbogens. Die Nervenkraft sollte latent stets vorhanden sein und proportional zur Stärke eines externen oder internen Reizes wirken. Dieses Modell nähert sich heutigen Vorstellungen vom Nervenimpuls an.
Das „Sensorium commune“ lässt an sekundäre und tertiäre Sinneszentren denken, siehe dazu die heutige Wahrnehmungstheorie, dargestellt am Beispiel des Sehvermögens. Es bestehen auch Parallelen zur aristotelischen Vorstellung des Gemeinsinns. Solche philosophische und sensualistische Ansätze bzw. entsprechende Traditionen der Antike zeichnen die Aufklärungsphysiologen des Nervensystems aus, zu denen Prochaska ebenso wie auch Johann August Unzer zu zählen ist.
Prochaska ging davon aus, dass es zwei getrennte Nervensysteme gibt: Das eine sollte Sinnesreize von außen nach innen zum sensorium commune leiten, das andere in umgekehrter Richtung; letzteres betrachtete er als das reflektorische System, das unabhängig von physikalischen Gesetzen und vom Willen sei. Wille und Intellekt waren vom „Sensorium commune“ unabhängig und auch anderswo lokalisiert. Darin deutet sich die Vorstellung an, dass unterschiedliche Teile des Gehirns bzw. des Nervensystems unterschiedliche Aufgaben haben, d. h., es stellt sich die Frage der Lokalisation in der Neurologie. Mit seinen Hypothesen beeinflusste Prochaska u. a. Marshall Hall (1790–1857), François Achille Longet (1811–71) und Eduard Friedrich Wilhelm Pflüger (1829–1910). Nach 1810 wandte er sich der romantischen Naturphilosophie zu.
Prochaska fand in der Muskulatur die Bündel, die Querstreifung und das Sarkolemm und gab die erste genaue Beschreibung der Olive als Teil der Medulla oblongata an. Er betätigte sich auch als Augenarzt und soll nach zeitgenössischen Berichten über 3000 Staroperationen durchgeführt haben.

### Medizinhistorische Würdigung
Prochaska ist von den Prinzipien des Vitalismus geprägt und ist Anhänger der Lehren von Georg Ernst Stahl, was den Einfluss seelischer Faktoren betrifft. Er teilt mit anderen bedeutenden Gelehrten wie etwa Johann August Unzer das Geschick, dass ihre Leistungen während ihres Lebens wenig Anerkennung gefunden haben und erst nachher in ihrer Bedeutung gewürdigt und geschätzt wurden.

## Schriften

Buchausgabe mit Beiträgen von Georg Prochaska, Johann August Unzer (1727–1799), und Thomas Laycock (1812–1876)

- Controversae quaestiones physiologicae, quae vires cordis et motum sanguinis per casa animalia concernunt. (1778)
- Commentatio de functionibus systemis nervosi. (1784)
- Dissertatio inauguralis medica „de urino“ (1776) Dissertationsarbeit
- De carne musculari tractatus und De structura nervorum (1776) Habilitationsschriften
- Quaestiones physiologicae, quae vires cordis et motum sanguinis per vasa animalia concernunt (ab 1778)
- Adnotationes academicae continentes: observationes et descriptiones anatomicae (III Fasc. 1780–84)
- Institutiones physiologiae humanae (II Fasc. der zweite Band erschien 1805, das ganze Werk in deutscher Uebersetzung unter dem Titel Lehrsätze aus der Physiologie des Menschen 2 Bde. 1797, in 2. und 3. Aufl. 1802 und 1810), die Prochaska vollständig umgearbeitet 1820 herausgab unter dem Titel Physiologie. Oder: Lehre von der Natur des Menschen. freies e-Buch (Google)
- Versuch einer empirischen Darstellung des polarischen Naturgesetzes und dessen Anwendung auf die Thätigkeiten der organischen und unorganischen Körper, mit einem Rückblicke auf den thierischen Organismus (1815)
- The principles of physiology (1851) Taschenbuch mit Beiträgen von Georg Prochaska, Johann August Unzer u. a., vgl. die Abb. des Bucheinbands